# Guifred Estruch

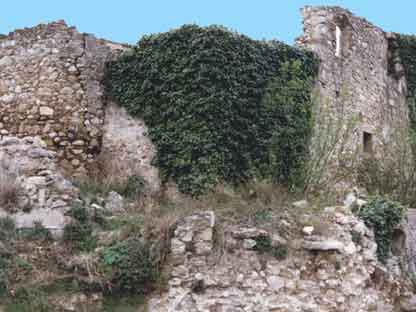
Le château détruit du comte Estruc, Llers.

Le comte Estruch, aussi connu comme Estruc, est un vampire de légende.

## La légende
Il s'agit d'une très ancienne légende de vampires. La première en Europe, plus ancienne encore que la legende du comte Dracula. Elle se déroule à Llers, dans l'actuelle frontière entre l'Espagne et la France, aux environs de Perpignan. En l'an 1173, un ancien chevalier nommé Guifred Estruch est envoyé à Llers par le roi Alphonse II d'Aragon. Il est assassiné et devient un vampire qui effraya longtemps la région.

Le Comte Estruc est le premier vampire de l'histoire connue. Une histoire effrayante à l'époque de la guerre du Comté de Roussillon entre la France d'un côté et l'Angleterre et la Catalogne d'autre. 
Ce petit village fut détruit dans la Guerre d'Espagne par les avions allemands de la Légion Condor, épisode raconté dans Les filles d'Estruc.

## Adaptations littéraires

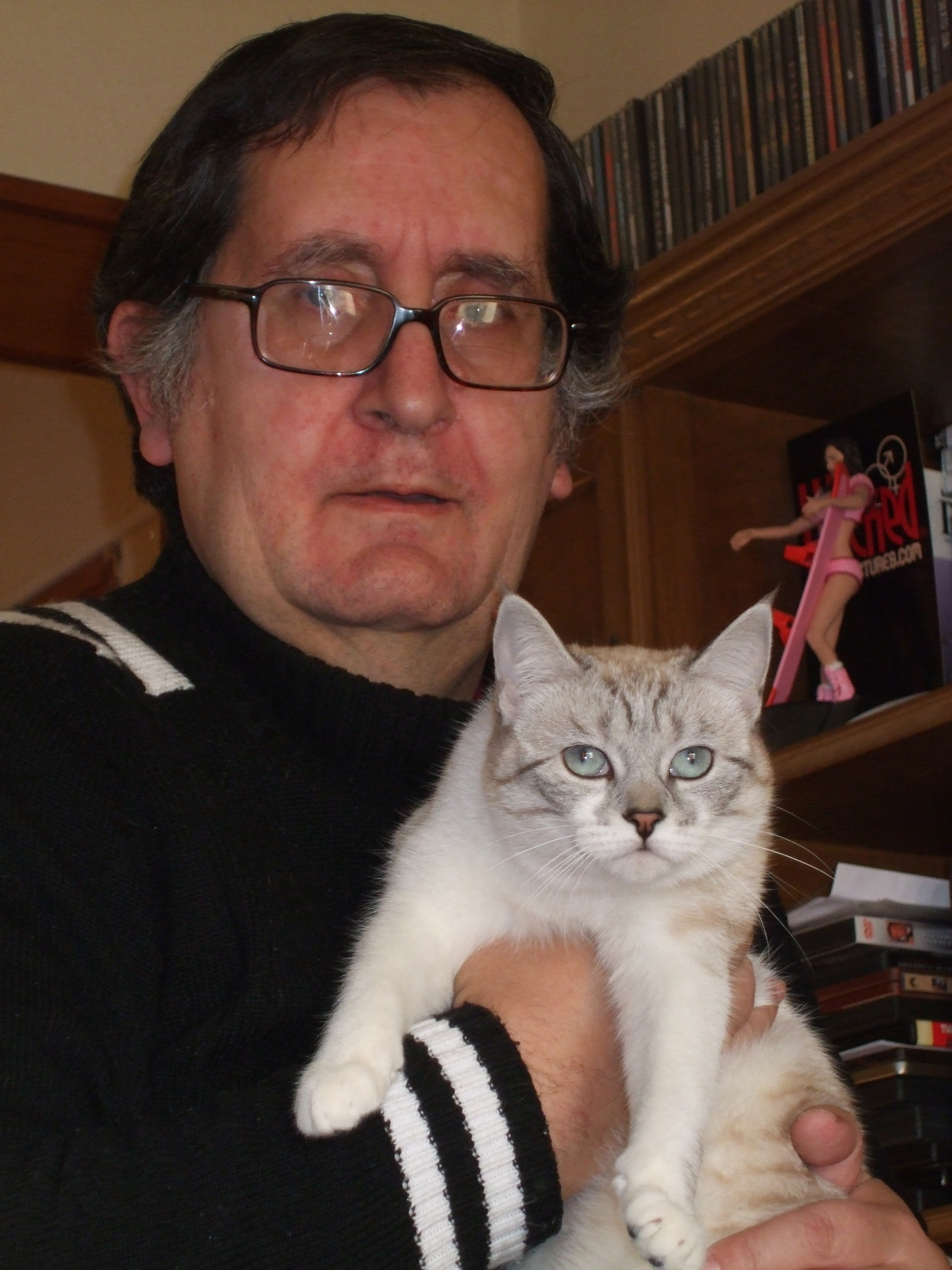
Salvador Sainz, 2009.

Cette légende fut popularisée dans les romans de Salvador Sáinz (Estruch, El cine de Dracula), ainsi que dans quelques courts contes du même auteur (Les filles d'Estruc, L'hote d'Estruc, Strigoiaca, L'anneau d'Estruc, Les caves Marcia....). En 2019 ces comtes furent publiés dans un livre, Les contes de comte Estruc. 

## Sources
- Salvador Sáinz : Estruch, 1991.
- Salvador Sáinz : Los cuentos del conde Estruc, 2019.
- Salvador Sáinz : Los vampiros, reyes de la noche, 2019.
- Tali Carreto, "Dossier Vampirismo" Revista Freek, Cádiz (20 de février 2006)
- Angel Gordon, El gran libro de los vampiros, Morales y Torres editores.
- Miguel C. Aracil.Vampiros, mito y realidad de los no-muertos, Editorial Edaf, S.A.
- Jordi Ardanuy. Vampiros: magia póstuma dentro y fuera de España. Barcelona, Luna Negra, 1994.

Television
- Catalunya misteriosa (1989) Dirigé per Sebastián D'Arbó per TVE (Televisió Espanyola de Catalunya).